# Cybaeus kokuraensis
Espèce
Cybaeus kokuraensis est une espèce d'araignées aranéomorphes de la famille des Cybaeidae.

## Distribution
Cette espèce est endémique de la préfecture de Fukuoka sur Kyūshū au Japon,. Elle se rencontre vers Kokura.

## Description
Le mâle holotype mesure 4,95 mm et la femelle paratype mesure 6,25 mm.

## Étymologie
Son nom d'espèce, composé de kokura et du suffixe latin -ensis, « qui vit dans, qui habite », lui a été donné en référence au lieu de sa découverte, Kokura.

## Publication originale
- Ihara, 2007 : Geographic variation and body size differentiation in the medium-sized species of the genus Cybaeus (Araneae: Cybaeidae) in northern Kyushu, Japan, with descriptions of two new species. Acta Arachnologica, vol. 56, no 1, p. 1-14 (texte intégral).